# Lorenzo Germani
Pour les articles homonymes, voir Germani.
Lorenzo Germani, né le 3 mars 2002, est un coureur cycliste italien membre de la Groupama-FDJ.

## Biographie

### Jeunesse et formation
Lorenzo Germani termine deuxième du championnat d'Italie sur route juniors en 2020.

### Carrière professionnelle

#### 2021-2022: les débuts avec l'équipe continentale Groupama-FDJ
Germani s'engage pour 2021 avec l'équipe française Continentale Groupama-FDJ. Sa première saison avec cette équipe s'achève prématurément en septembre. Lors d'un entraînement, il est percuté par un automobiliste ce qui lui cause une déchirure musculaire à une jambe. En 2022, Germani est champion d'Italie sur route espoirs puis il remporte la deuxième étape du Tour de la Vallée d'Aoste. Il se fait également remarquer sur la Ronde de l'Isoard, où il réalise de bons temps en montagne, avec un rôle d'équipier reconnu.

#### 2023: première saison en World Tour
Après deux ans dans la Continentale, il rejoint en 2023 l'équipe première Groupama-FDJ, membre du World Tour. Sa première course est la Schwalbe Classic, critérium australien où il officie en tant qu'équipier de Paul Penhoët. Il enchaîne ensuite avec sa première course World Tour, le Tour Down Under, toujours dans un rôle d'équipier, même s'il réalise une 20e place prometteuse sur le Prologue, à dix-huit secondes du vainqueur, Alberto Bettiol.
Son mois de février est marqué par des participations à deux courses espagnoles, la Clasica de Almeria et le Tour de Murcie, qu'il achève à des places anecdotiques, ainsi qu'un abandon sur la Classic de l'Ardèche. Il se ressaisit sur le Trofeo Laigueglia, où il obtient la 12e place, malgré un travail au service de son leader, Romain Grégoire.
Il participe ensuite au Tour de Catalogne, course qu'il finit sans obtenir de résultats, étant réduit à un rôle d'équipier, avant de prendre part à diverses manches de la Coupe de France, comme le Tour du Jura, où il obtient son meilleur résultat, une 24e place après avoir servi Thibaut Pinot. Le jeune italien enchaîne avec le Tour de Romandie, toujours en tant qu'équipier, parfois en tant que baroudeur, où il déclare "s'adapter au rythme World Tour", en ne se fixant aucun objectif, et en répondant aux attentes de ses directeurs sportifs.
Il prend part au mois de mai au Tour du Finistère, où il participe à la première victoire de Penhoët, aux Boucles de l'Aulne - Châteaulin, et aux Boucles de la Mayenne, où il réalise une place d'honneur sur le prologue, finissant 7e.
Au mois de juin, il participe au Mercan'Tour Classic Alpes-Maritimes, remporté par Richard Carapaz, puis au Mont Ventoux Dénivelé Challenge, où son travail d'équipier est récompensé par la première victoire professionnelle de Lenny Martinez. Il achève ces deux courses dans le top 50. Il fait également partie de l'équipe de la FDJ pour la Route d'Occitanie.
Durant l'été, il participe au Tour de Pologne, qu'il boucle à la 60e place, puis est sélectionné pour le Tour d'Espagne, sa première participation à un Grand Tour, où il sera équipier de Lenny Martinez et Romain Grégoire.

## Caractéristiques
Selon Nicolas Boisson, son entraîneur à la Continentale Groupama-FDJ, Germani peut être un coéquipier important en montagne pour des grimpeurs, sa limite étant celle de pouvoir les accompagner jusqu'aux tout derniers kilomètres des ascensions.

## Palmarès
- 2018
  - 2e du Cronometro di Città di Castello allievi
  - 3e du Chrono des Nations-Les Herbiers-Vendée cadets
- 2020
  - 2e du championnat d'Italie sur route juniors
- 2021
  - 2e du Tour du Pays de Montbéliard
- 2022
  -  Champion d'Italie sur route espoirs
  - 2e étape du Tour de la Vallée d'Aoste

### Résultats sur les grands tours

#### Tour d'Italie
2 participations
- 2024 : 87e
- 2025 : 63e

#### Tour d'Espagne
2 participations
- 2023 : 85e
- 2024 : 97e

### Classements mondiaux
| Année                                 | 2021 | 2022 | 2023  | 2024  |
| ------------------------------------- | ---- | ---- | ----- | ----- |
| Classement mondial                    | nc   | 695e | 1334e | 1819e |
| UCI Europe Tour                       | 939e | 537e | nc    | nc    |
|                                       |      |      |       |       |
| Légende : nc = non classéSource : UCI |      |      |       |       |